# Сан Филипо (Рагуза)
Сан Филипо је насеље у Италији у округу Рагуза, региону Сицилија.
Према процени из 2011. у насељу је живело 162 становника. Насеље се налази на надморској висини од 372 м.